# Северна Фризия
Северна Фризия (на немски: Nordfriesland) е най-северният германски регион, част от провинция Шлезвиг-Холщайн.
Включва почти цялата територия на традиционната провинция Северна Фризия, заедно със съседните източни и южни региони и граничи с регионите Шлезвиг-Фленсбург и Дитмаршен, Северно море, както и датската провинция Южен Ютланд.
От 2008 г. Северна Фризия е най-посещавания селски регион в Германия.

## История
През Средновековието Северно море оказва голяма влияние върху формирането на Северна Фризия. Множество средновековни села са на дъното на морето. Един от случаите е на малкото морско пристанище Рунгхолт, което е унищожено от голяма буря през 1362 г. Остров Щранд изчезва по времето на Бурхардското наводнение, друга катастрофална буря от 1634 г. В резултат на тази буря се появяват много на брой малки необитаеми острови на мястото на остров Щранд.
От началото на 13 век до 1864 г., областта, известна днес като Северна Фризия е част от графство Шлезвиг, което не е непосредствена част от датската корона, а по-скоро в нейно подчинение и е свързана с кралете на Дания чрез личен съюз като отделен обект.
Северна Фризия е многоезичен регион. Жителите говорят немски, долнонемски, севернофризийски и датски, включително южноютландски. Севернофризийският съществува в 9 малко различаващи се диалекта, но се използва основно от по-възрастните жители на континентална Северна Фризия. Сравнително компактна общност от говорещи фризийски диалект съществува на остров Фьор и Амрум. След като Северна Фризия става притежание на Германия, са основани три административни региона: Сюдтондерн на север, Хусум и Айдерщад на юг. През 1970 г. тези три региона са обединени в един – Северна Фризия.

## География
Целият крайбрежен район е част от националния морски парк „Шлезвиг-Холщайн“. Северна Фризия включва крайбрежната ивица между Дитмаршен и Дания. На юг се намира Айдерщедския полуостров, където река Айдер се влива в морето.
Севернофризийските острови също са част от региона Северна Фризия и националния парк. Съществуват пет големи острова – Зюлт, Фьор, Амрум, Пелворм и Нордщранд и десет по-малки необитаеми острови, известни като Халлиген.

## Герб
|  | На герба има три кораба на син фон. Той е използван на Айдерщадския полуостров от 17 век. Когато през 1970 г. е създаден региона, гербът на Айдерщад е приложен за целия регион. Разликата със стария герб е в това, че има три видими изображения на корабните платна – плуг, бик и херинга. |